# 蓬萊溝腳葉蚤
蓬萊溝腳葉蚤（学名：Hemipyxis formosana）为金花蟲科溝腳葉蚤屬下的一个种。是台湾特有的物种。